# Vanault-les-Dames

Vanault-les-Dames este o comună în departamentul Marne, Franța. În 2009 avea o populație de 386 de locuitori.